# The Hidden – Das unsagbar Böse
The Hidden – Das unsagbar Böse ist ein US-amerikanischer Spielfilm aus dem Jahr 1987. Der Film ist den Genres Action, Horror und Science-Fiction zuzuordnen. Regie führte Jack Sholder. Der Film startete am 8. Juni 1989 in den deutschen Kinos.

## Handlung
Ein Mann namens Jack DeVries, ein zuvor unbescholtener Bürger, raubt eine Bank aus und liefert sich anschließend eine wilde Verfolgungsjagd mit der Polizei. Die Amokfahrt kann erst durch eine groß angelegte Straßensperre, bei der auch der Polizist Tom Beck dabei ist, gestoppt werden. DeVries wird dabei niedergeschossen und landet im Krankenhaus. Da er laut Arzt nicht überleben wird, ist für die Polizei der Fall abgeschlossen. Was die Polizei jedoch nicht weiß: DeVries diente nur als Wirt für eine außerirdische Lebensform, welche ein kriminelles Interesse an Waffen und teuren materiellen Dingen wie schnellen Autos hat. Im Krankenhaus verlässt das Alien DeVries Körper und übernimmt den des Patienten Jonathan Miller.
Auf der Polizeiwache taucht unterdessen der fürs FBI arbeitende Lloyd Gallagher auf, welcher auf der Suche nach DeVries ist. Von Beck erfährt er, dass dieser im Krankenhaus liegt. Gallagher findet dort nur den toten DeVries vor. Durch den Arzt erfährt er von Miller und macht sich nun auf der Suche nach ihm. Unterstützung erhofft er sich von Beck, welcher erst richtig einlenkt, als Miller mehrere Verbrechen begeht. Für Beck keine leichte Zusammenarbeit, da Gallagher erstaunlich viel über den Täter zu wissen scheint, Beck aber nichts verrät. Gallagher verrät lediglich, dass es persönlich ist, da der Täter seinen Partner sowie Frau und Tochter umgebracht hat.
Beide folgen Millers Spur schließlich zu einem Stripclub, kommen aber zu spät: Sie finden nur noch den toten Miller vor, da das Alien inzwischen den Körper der Stripperin Brenda Lee Van Buren eingenommen hat. Zwischen ihr und den beiden Ermittlern kommt es zu einer Verfolgungsjagd mit anschließender Schießerei. Obwohl sie regelrecht durchlöchert wird, stirbt sie zur Verwunderung von Beck nicht. Auf einem Dach wird Beck von Brenda verwundet, Gallagher kann schlimmeres verhindern. Beck wird Zeuge, wie er sie mit einer seltsamen Waffe anvisiert. Doch kurz bevor das Alien den Körper verlassen kann, stürzt sie sich vom Dach. Bevor Gallagher sie erreicht, entkommt das Alien, indem es den Körper des Hundes von Becks Vorgesetzten Lt. John Masterson übernimmt.
Da Gallagher immer noch keine Einzelheiten verrät, lässt ihn Beck verhaften und verhört ihn anschließend. Erst jetzt erzählt Gallagher von dem Alien und davon, dass er die einzige Waffe besitzt, mit dem man das Alien töten kann; das Alien muss dazu aber den Körper verlassen, da die Waffe sonst unwirksam ist. Beck glaubt ihn jedoch nicht und sperrt ihn ein. Das ändert sich, als das Alien, welches inzwischen den Körper von Masterson übernommen hat, auf der Polizeiwache erscheint, um Gallagher zu töten. Er gibt sich bei der anschließenden Schießerei als Alien zu erkennen. Beck und Gallagher gelingt es zwar, Masterson auszuschalten, können aber nicht verhindern, dass das Alien entkommt. Dieses Mal hat es den Körper von Becks Kollegen und Freund Cliff Willis übernommen.
Es stellt sich heraus, dass das Alien zu einer Veranstaltung des Senators Holt gehen will. Das Alien, welches von Holt durch die Nachrichten erfahren hat, plant, dessen Körper zu übernehmen. Im Körper von Willis schießt es sich einen Weg durch die Sicherheitsleute. Zwar tauchen Gallagher und Beck auf, können aber Willis nicht aufhalten. Bei der Schießerei wird Beck schließlich schwer verletzt, Gallagher schafft es nicht zu verhindern, dass das Alien Holts Körper übernimmt.
Bei einer Pressekonferenz kommt es schließlich zum Showdown. Gallagher stürmt mit einem Flammenwerfer auf Holt zu. Obwohl er von diesem sowie von den Sicherheitsleuten mehrfach angeschossen wird, gelingt es ihm, in die Nähe von Holt zu kommen und ihn mit dem Flammenwerfer zu verbrennen. Er zwingt das Alien so zum Verlassen des Körpers. Als das Alien schließlich den Körper verlässt, erschießt Gallagher es mit seiner Spezialwaffe und tötet es damit endgültig.
Sowohl Gallagher als auch Beck landen im Krankenhaus, wobei Becks Verletzungen zu schwer sind. Gallagher sieht, wie sehr Becks Familie  darunter leidet und geht zu Becks Krankenbett. Dieser erliegt schließlich seinen Verletzungen. Gallagher übernimmt daraufhin Becks Körper, um ihn so für seine Familie am Leben zu erhalten.

## Kritiken
„[…] daraus gibt das einen überraschend zweckmäßigen Film, einen Langläufer, der redet und geht wie ein Thriller, aber mehr Gehirn als der Durchschnittsthriller hat. […] originell und effizient […]“

„Es spielt Michael Nouri (Flashdance) als harter Los Angeles Detective, der an einer Stelle ‚Das glaube ich einfach nicht‘ sagen muss und Kyle MacLachlan (Dune, Blue Velvet), als menschenähnliches außerirdisches Alien,  […] das nach zu viel Bier einen Kater hat und die Alka-Seltzer-Tablette kaut. Sollte man vielleicht selbst sehen, um die Bedeutung zu erfassen. Andererseits, besser nicht.“

„Schauspielerisch ist es erträglich […] und viel vom Drehbuch ist vorhersehbar oder albern oder Sowohl-als-auch. The Hidden ist uninspiriert, aber doch ziemlich spaßig für Freunde des Action- oder Sci-Fi-Films.“

„Purer Actionfilm mit wenigen Horror-Elementen, zynisch in seiner Brutalität, makaber im Witz, temporeich, aber letztlich ohne Höhepunkt.“

## Auszeichnungen
- Jack Sholder gewann im Jahr 1988 bei dem internationalen Filmfestival Fantasporto den Preis für die beste Regie.
- Bei den Saturn Awards 1988 war The Hidden für den besten Film nominiert.

## Fortsetzung
1994 erschien The Hidden II: The Spawning mit Raphael Sbarge in der Hauptrolle, die Regie übernahm Seth Pinsker. Der Film erreichte nicht mal ansatzweise den Erfolg des Erstlings und wurde deswegen in Europa direkt als VHS auf den Markt gebracht.